# Eva Sokolova
Eva Sokolova (Rusia, 25 de marzo de 1961) es una atleta rusa retirada especializada en la prueba de 60 m vallas, en la que consiguió ser subcampeona europea en pista cubierta en 1994.

## Carrera deportiva
En el Campeonato Europeo de Atletismo en Pista Cubierta de 1994 ganó la medalla de plata en los 60 m vallas, con un tiempo de 7.89 segundos, tras la búlgara Yordanka Donkova  y por delante de la francesa Anne Piquereau.